# Gnophos atra
Gnophos atra là một loài bướm đêm trong họ Geometridae.